# Mengabril
Mengabril – gmina w Hiszpanii, w prowincji Badajoz, w Estramadurze, o powierzchni 43,81 km². W 2011 roku gmina liczyła 472 mieszkańców.